# Cratere Hemingway
Hemingway  è un cratere sulla superficie di Mercurio.